# Marc Garneau
Joseph Jen-Pierre Marc Garneau CC, CD, PhD, FCASI (Quebec, 23 de fevereiro de 1949 – Montreal, 4 de junho de 2025) foi o primeiro astronauta canadense e foi ministro dos Transportes do Canadá do governo de Justin Trudeau.

## Carreira
Participou de três voos a bordo dos ônibus espaciais da NASA, STS-41-G, STS-77, STS-97.
Foi presidente da Agência Espacial Canadense entre 2001 e 2006 até ser eleito deputado federal em 2006.
Em 2003, Garneau foi nomeado como o 9º chanceler da Universidade de Carleton, em Ottawa.

## Morte
Garneau morreu no dia 4 de junho de 2025, aos 73 anos.